# Llista d'ocells d'Islàndia
Aquesta llista d'ocells d'Islàndia inclou totes les espècies d'ocells trobats a Islàndia: 353, de les quals 1 es troba globalment amenaçada d'extinció.
Els ocells s'ordenen per famílies i espècies:

## Anatidae
- Cygnus olor
- Cygnus columbianus
- Cygnus cygnus
- Anser fabalis
- Anser brachyrhynchus
- Anser albifrons
- Anser anser
- Chen caerulescens
- Branta canadensis
- Branta hutchinsii
- Branta leucopsis
- Branta bernicla
- Branta ruficollis
- Tadorna ferruginea
- Tadorna tadorna
- Aix sponsa
- Aix galericulata
- Anas penelope
- Anas americana
- Anas strepera
- Anas crecca
- Anas carolinensis
- Anas platyrhynchos
- Anas rubripes
- Anas acuta
- Anas querquedula
- Anas discors
- Anas clypeata
- Aythya ferina
- Aythya americana
- Aythya valisineria
- Aythya collaris
- Aythya fuligula
- Aythya marila
- Aythya affinis
- Somateria mollissima
- Somateria spectabilis
- Polysticta stelleri
- Histrionicus histrionicus
- Clangula hyemalis
- Melanitta nigra
- Melanitta perspicillata
- Melanitta fusca
- Bucephala albeola
- Bucephala islandica
- Bucephala clangula
- Lophodytes cucullatus
- Mergellus albellus
- Mergus serrator
- Mergus merganser
- Oxyura jamaicensis

## Tetraonidae
- Lagopus muta

## Phasianidae
- Coturnix coturnix

## Gaviidae
- Gavia stellata
- Gavia immer

## Podicipedidae
- Podilymbus podiceps
- Tachybaptus ruficollis
- Podiceps cristatus
- Podiceps grisegena
- Podiceps auritus

## Diomedeidae
- Thalassarche melanophris

## Procellariidae
- Fulmarus glacialis
- Puffinus gravis
- Puffinus griseus
- Puffinus puffinus

## Hydrobatidae
- Oceanites oceanicus
- Hydrobates pelagicus
- Oceanodroma leucorhoa

## Sulidae
- Morus bassanus

## Phalacrocoracidae
- Phalacrocorax carbo
- Phalacrocorax aristotelis

## Ardeidae
- Botaurus stellaris
- Botaurus lentiginosus
- Ixobrychus exilis
- Ixobrychus minutus
- Nycticorax nycticorax
- Butorides virescens
- Ardeola ralloides
- Bubulcus ibis
- Egretta thula
- Egretta garzetta
- Ardea alba
- Ardea cinerea
- Ardea purpurea

## Ciconiidae
- Ciconia nigra
- Ciconia ciconia

## Threskiornithidae
- Plegadis falcinellus
- Platalea leucorodia

## Accipitridae
- Pernis apivorus
- Milvus migrans
- Milvus milvus
- Haliaeetus albicilla
- Circus aeruginosus
- Circus cyaneus
- Circus pygargus
- Accipiter nisus
- Buteo buteo
- Buteo lagopus
- Aquila pennatus

## Pandionidae
- Pandion haliaetus

## Falconidae
- Falco tinnunculus
- Falco vespertinus
- Falco columbarius
- Falco subbuteo
- Falco rusticolus
- Falco peregrinus

## Rallidae
- Rallus aquaticus
- Porzana porzana
- Crex crex
- Gallinula chloropus
- Porphyrio martinica
- Fulica atra
- Fulica americana

## Gruidae
- Grus grus

## Haematopodidae
- Haematopus ostralegus

## Recurvirostridae
- Recurvirostra avosetta

## Burhinidae
- Burhinus oedicnemus

## Glareolidae
- Glareola pratincola
- Glareola nordmanni

## Charadriidae
- Charadrius hiaticula
- Charadrius semipalmatus
- Charadrius vociferus
- Charadrius leschenaultii
- Charadrius morinellus
- Pluvialis dominica
- Pluvialis apricaria
- Pluvialis squatarola
- Vanellus vanellus

## Scolopacidae
- Calidris canutus
- Calidris alba
- Calidris pusilla
- Calidris mauri
- Calidris minuta
- Calidris minutilla
- Calidris fuscicollis
- Calidris bairdii
- Calidris melanotos
- Calidris ferruginea
- Calidris himantopus
- Calidris maritima
- Calidris alpina
- Limicola falcinellus
- Tryngites subruficollis
- Philomachus pugnax
- Lymnocryptes minimus
- Gallinago gallinago
- Limnodromus scolopaceus
- Scolopax rusticola
- Limosa limosa
- Limosa lapponica
- Numenius phaeopus
- Numenius arquata
- Bartramia longicauda
- Tringa erythropus
- Tringa totanus
- Tringa nebularia
- Tringa melanoleuca
- Tringa flavipes
- Tringa solitaria
- Tringa ochropus
- Tringa glareola
- Actitis hypoleucos
- Actitis macularia
- Arenaria interpres
- Phalaropus tricolor
- Phalaropus lobatus
- Phalaropus fulicarius

## Stercorariidae
- Stercorarius pomarinus
- Stercorarius parasiticus
- Stercorarius longicaudus
- Stercorarius skua

## Laridae
- Larus atricilla
- Larus pipixcan
- Larus minutus
- Larus sabini
- Larus philadelphia
- Larus ridibundus
- Larus delawarensis
- Larus canus
- Larus fuscus
- Larus argentatus
- Larus cachinnans
- Larus thayeri
- Larus glaucoides
- Larus hyperboreus
- Larus marinus
- Rhodostethia rosea
- Rissa tridactyla
- Pagophila eburnea

## Sternidae
- Sterna nilotica
- Sterna sandvicensis
- Sterna hirundo
- Sterna paradisaea
- Sterna forsteri
- Sterna fuscata
- Chlidonias hybridus
- Chlidonias niger
- Chlidonias leucopterus

## Alcidae
- Uria aalge
- Uria lomvia
- Alca torda
- Pinguinus impennis
- Cepphus grylle
- Alle alle
- Aethia cristatella
- Fratercula arctica

## Columbidae
- Columba livia
- Columba oenas
- Columba palumbus
- Streptopelia decaocto
- Streptopelia turtur
- Zenaida macroura

## Cuculidae
- Cuculus canorus
- Coccyzus erythropthalmus
- Coccyzus americanus

## Strigidae
- Otus scops
- Bubo scandiacus
- Asio otus
- Asio flammeus

## Caprimulgidae
- Caprimulgus europaeus
- Chordeiles minor

## Apodidae
- Apus apus
- Tachymarptis melba

## Cerylidae
- Ceryle alcyon

## Meropidae
- Merops apiaster

## Coraciidae
- Coracias garrulus

## Upupidae
- Upupa epops

## Picidae
- Jynx torquilla
- Sphyrapicus varius
- Dendrocopos major

## Tyrannidae
- Empidonax virescens
- Empidonax minimus
- Empidonax alnorum

## Alaudidae
- Calandrella brachydactyla
- Alauda arvensis
- Eremophila alpestris

## Hirundinidae
- Riparia riparia
- Hirundo rustica
- Cecropis daurica
- Petrochelidon pyrrhonota
- Delichon urbica

## Motacillidae
- Anthus campestris
- Anthus hodgsoni
- Anthus trivialis
- Anthus gustavi
- Anthus pratensis
- Anthus petrosus
- Anthus spinoletta
- Anthus rubescens
- Motacilla flava
- Motacilla citreola
- Motacilla cinerea
- Motacilla alba

## Bombycillidae
- Bombycilla cedrorum
- Bombycilla garrulus

## Troglodytidae
- Troglodytes troglodytes

## Prunellidae
- Prunella modularis

## Turdidae
- Erithacus rubecula
- Luscinia luscinia
- Luscinia megarhynchos
- Luscinia calliope
- Luscinia svecica
- Phoenicurus ochruros
- Phoenicurus phoenicurus
- Saxicola rubetra
- Saxicola rubicola
- Oenanthe oenanthe
- Zoothera dauma
- Zoothera naevia
- Hylocichla mustelina
- Catharus guttatus
- Catharus ustulatus
- Catharus minimus
- Turdus torquatus
- Turdus merula
- Turdus ruficollis
- Turdus pilaris
- Turdus philomelos
- Turdus iliacus
- Turdus viscivorus
- Turdus migratorius

## Sylviidae
- Locustella lanceolata
- Locustella naevia
- Locustella fluviatilis
- Acrocephalus schoenobaenus
- Acrocephalus agricola
- Acrocephalus scirpaceus
- Acrocephalus palustris
- Acrocephalus dumetorum
- Hippolais rama
- Hippolais icterina
- Hippolais polyglotta
- Sylvia atricapilla
- Sylvia borin
- Sylvia nisoria
- Sylvia curruca
- Sylvia communis
- Sylvia cantillans
- Phylloscopus borealis
- Phylloscopus inornatus
- Phylloscopus sibilatrix
- Phylloscopus collybita
- Phylloscopus trochilus

## Regulidae
- Regulus calendula
- Regulus regulus

## Muscicapidae
- Muscicapa striata
- Ficedula parva
- Ficedula hypoleuca

## Paridae
- Parus major

## Sittidae
- Sitta canadensis

## Oriolidae
- Oriolus oriolus

## Laniidae
- Lanius collurio
- Lanius excubitor
- Lanius senator

## Corvidae
- Corvus monedula
- Corvus frugilegus
- Corvus cornix
- Corvus corax

## Sturnidae
- Sturnus vulgaris
- Pastor roseus

## Passeridae
- Passer domesticus
- Passer montanus

## Vireonidae
- Vireo olivaceus

## Fringillidae
- Fringilla coelebs
- Fringilla montifringilla
- Carduelis chloris
- Carduelis carduelis
- Carduelis spinus
- Carduelis cannabina
- Carduelis flammea
- Carduelis hornemanni
- Loxia curvirostra
- Loxia pytyopsittacus
- Carpodacus erythrinus
- Pyrrhula pyrrhula
- Coccothraustes coccothraustes

## Parulidae
- Mniotilta varia
- Vermivora peregrina
- Parula americana
- Dendroica petechia
- Dendroica cerulea
- Dendroica caerulescens
- Dendroica virens
- Dendroica fusca
- Dendroica magnolia
- Dendroica coronata
- Dendroica palmarum
- Dendroica striata
- Setophaga ruticilla
- Geothlypis trichas
- Wilsonia canadensis

## Thraupidae
- Piranga olivacea

## Emberizidae
- Passerella iliaca
- Zonotrichia leucophrys
- Zonotrichia albicollis
- Junco hyemalis
- Calcarius lapponicus
- Plectrophenax nivalis
- Emberiza leucocephalos
- Emberiza citrinella
- Emberiza hortulana
- Emberiza rustica
- Emberiza pusilla
- Emberiza aureola
- Emberiza schoeniclus
- Emberiza melanocephala

## Cardinalidae
- Pheucticus ludovicianus
- Passerina cyanea

## Icteridae
- Xanthocephalus xanthocephalus
- Icterus galbula[1]